# Es-Sabah
Es-Sabah (Le Matin en français) est un quotidien en judéo-arabe, imprimé en alphabet hébreu et publié à Tunis en Tunisie,,,.
Fondé et dirigé par Jacob Cohen, son premier numéro sort le 1er novembre 1904. Il devient à un moment le journal juif le plus populaire du pays.
Chacun des numéros compte quatre à seize pages. Politiquement, le quotidien sert d'organe au courant sioniste philanthropique. Il porte un sous-titre : Es-Sabah, seul quotidien israélite d'Afrique du Nord, le plus fort tirage des journaux israélites de Tunisie.
Si sa ligne éditoriale prône l'assimilation à la culture française, son lectorat populaire l'oppose à La Justice qui cible les classes moyennes.
Dans les années 1930, Es-Sabah est le dernier journal du pays à paraître en judéo-arabe alors que, au tournant du XXe siècle, la Tunisie possédait une importante presse judéo-arabe. Simon Cohen devient alors directeur de la publication.
Sa parution, tout comme celle d'autres publications juives en Tunisie, est interrompue par les autorités du régime de Vichy en octobre 1940 même si le dernier numéro est paru le 14 mai de la même année.